# Arcidiecéze hajdarábádská
Arcidiecéze hajdarábádská (latinsky Archidioecesis Hyderabadensis) je římskokatolická metropolitní arcidiecéze v Indii. Katedrálou je kostel sv. Josefa v Hajdarábádu. Je centrem církevní provincie hajdarábádské, jejími sufragánními biskupstvími jsou Diecéze Cuddapah, Diecéze Khammam, Diecéze Kurnool, Diecéze Nalgonda a Diecéze Warangal, podřízena je jí i Eparchie adilábádská.

## Stručná historie
V roce 1558 byl založen apoštolský vikariát v Hajdarábádu, vyčleněním z území apoštolského vikariátu Madras. Roku 1886 byl vikariát povýšen na diecézi, která byla sufragánní k Arcidiecézi Madras. V roce 1953 byla povýšena na arcidiecézi.